# Сосновский, Дмитрий Дмитриевич
Дмитрий Дмитриевич Сосновский (род. 11 апреля 1958 года в Норильске) — советский и украинский тренер по боксу. Старший, главный тренер сборной Украины по боксу.

## Биография
Родился 11 апреля 1958 года в Норильске, СССР. Как боксёр занял второе место в чемпионате Центрального совета одного из сильнейших спортивных обществ СССР — «Трудовые резервы».
Преподаватель кафедры теоретико-методических основ спорта Львовского государственного университета физической культуры. Впервые в истории украинского бокса Международной ассоциацией любительского бокса (AIBA) Дмитрий Сосновский был признан лучшим тренером 2011 года в мире. Почётную награду должен был получить 26 ноября в Лондоне, но не полетел на награждение из-за занятости.
Тренирует более 30 лет, начал в 1979 году в львовских «Трудовых резервах». На международной арене как тренер дебютировал в 1993 году на чемпионате мира в Тампере, где заменил больного главного тренера Петра Василюка. Подготовил пять мастеров спорта международного класса, двух заслуженных мастеров спорта (Андрей Котельник и Георгий Чигаев). Среди воспитанников также Роман Джуман, Андрей Хамула, Юрий Золотов, Ярослав Мидик, Владимир Липский, Павел Ваник и другие.

## Награды
- «Орден Данилы Галицкого» (2018)[4]